# هيدروكسي إيثيل السليلوز
هيدروكسي إيثيل السليلوز، هو مادة تستخدم  كمثخن ومسمّك للوسط حيث يعطي قوام الجل.

## الأسماء المرادفة
Alcoramnosan ; Cellosize ; cellulose ; hydroxyethyl ether ; HEC ; Idoraramnosan ; Liporamnosan ; Natrosolo .tylose.

## التسمية الكيميائية
Cellulose , 2-hydroxyethyl ether [9004-62-0]

## الاستخدام الصيدلاني
عامل ملبّس ، معلق ، رابط في المضغوطات ، عامل مسمّك ، ورافع للّزوجة .
يُعتبر حمض هيدروكسي إيتيل السيللوز بوليميراً غير قطبي منحل يُستخدم بشكل واسع في الصناعات الصيدلانية ويُستخدم بشكل رئيسي كعامل مسمك في الأشكال الصيدلانية العينية والموضعية التطبيق. وكعامل رابط وكأفلام مستخدمة لتغليف المضغوطات. ويختلف تركيزه المستخدم تبعاً للمحلول وللوزن الجزيئي ويدخل بشكل واسع في المستحضرات التجميلية .

## التأثير على صحة الجسم
يُستخدم بشكل رئيسي في الأشكال الصيدلانية العينية والموضعية التطبيق وعادة ما يُشار إلى أنه مادة غير سامة وغير مخرشة .
الدراسة السمية الحادة وغير الحادة التي أجريت على الفئران لم تظهر أي آثار سميّة وبمختلف التراكيز كما أن هيدروكسي إيتيل السيللوز لم يتأثر وزنه الجزيئي ولم يتميّه في القناة الهضمية عند الفئران .
و لم يُوافق على استخدامه في المنتجات الغذائية ولا يُنصح باستخدام هيدروكسي إيتيل السيللوز المُعامل بالغليكولسال في الأشكال الصيدلانية الفموية والموضعية التطبيق والتي يمكن أن تُطبق على الأغشية المخاطية. كما لا يُنصح باستخدامه في المنتجات الحقنية .

## سلامة الاستعمال
تختلف الاحتياطات المتبعة أثناء التعامل مع المادة باختلاف الكمية والظروف المحيطة .
و قد يسبب غبار هيدروكسي إيتيل السيللوز تخرشاً للعيون ولذلك يجب حماية العيون منها ويجب تجنب التعرض لكميات كبيرة من الغبار من أجل تخفيف المخاطر المحتمـلة .
هيدروكسي إيتيل السيللوز قابل للاشتعال .
إن هيدروكسي إيتيل السيللوز يتنافر أيضاً مع الأصبغة المكلورة.